# Dwight Heine
Dwight Heine (* 12. Oktober 1919; † 13. November 1984) war ein Politiker der Marshallinseln. Er war sowohl Mitglieder als auch Sprecher der Nitijeḷā (Kongress der Marshallinseln), des Congress of Micronesia und des House of Representatives des Trust Territory of the Pacific Islands, bevor er von 1965 bis 1969 als District Administrator der Marshallinseln fungierte.

## Leben
Heine wurde im Oktober 1919 auf dem Ebon-Atoll geboren, er war ein Enkel eines Vikars aus Australien. Er hatte vier Geschwister, unter anderem die Pädagogin und Aktivistin Mary Lanwi. Er erhielt seine erste Schulbildung in Hausunterricht (homeschooling) bis zum Alter von 14 Jahren und besuchte dann eine Missionsschule in Jabwot, bevor er die weiterführende Schule in Kosrae besuchte (1936–1938). Dann kehrte er auf die Marshallinseln zurück und arbeitete als Lehrer. Nach einem Jahr schickten ihn die Japaner in die Phosphatminen, wo er die meiste Zeit des Zweiten Weltkriegs verbrachte. Während des Krieges wurden seine Eltern von den Japanern hingerichtet und Dwight diente den amerikanischen Truppen als Führer, als sie das Gebiet eroberten. Nachdem die Amerikaner die Kontrolle über die Inseln errungen hatten, arbeitete er als Führer und Übersetzer.
Heine wurde dann auch der erste Mikronesier, der mit einem Stipendium ein amerikanisches College besuchte. Er studierte von 1948 bis 1950 an der University of Hawaii. Nach einem kurzen Einstand als Lehrer an der Bailey Olter High School (Pacific Islands Central School), wurde er Superintendent für die Grundschulen in den Marshallinseln, sowie Präsident der Marshall Islands Import Export Company. 1952 erhielt er ein weiteres Stipendium (United Nations Fellowship) um Public School Administration zu studieren. Dazu verbrachte er Zeit in Fidschi, Neuseeland und Samoa. Später wurde er District Educational Administrator für die Marshallinseln. Während der 1950er trat er bei den Vereinten Nationen auf um gegen die Atombombentests im Bikini-Atoll zu protestieren. Daraufhin wurde er zeitweise aus seinem Beamtenverhältnis entlassen. Er kehrte 1957 an die University of Hawaii zurück und erwarb 1959 einen Bachelor. Er war der erste Mikronesier der einen College-Abschluss erwarb. Später erhielt er einen Ehrendoktor des Oakland City College.
Im Kongress der Marshallinseln (Nitijeḷā) diente er nach seiner Wahl als Präsident. 1961 wurde er auch Mitglied des neuen Congress of Micronesia und dann dessen erster Sprecher. Als die Institution im Januar 1965 zum Congress of the Trust Territory of the Pacific Islands umgestaltet wurde, trat er in den ersten Wahlen (1965 Trust Territory of the Pacific Islands parliamentary election) zum Unterhaus, der General Assembly (später „House of Representatives“) an und wurde vom Marshalls 6th District gewählt. Nach den Wahlen wurde er zum Speaker of the Assembly gewählt. Im Oktober 1965 wurde er jedoch zum District Administrator der Marshallinseln ernannt und trat von seinem Sitz im Kongress zurück. Durch die Ernennung wurde er zum ersten Mikronesier in einem so hohen Amt.
Bis 1969 diente er als District Administrator, danach wurde er Special Consultant (Berater) für den Hochkommissar (High Commissioner of the Trust Territory of the Pacific Islands). Diesen Posten hielt er bis zu seiner Pensionierung 1980. Er starb in Majuro im November 1984 im Alter von 65 Jahren.